# Чиманимани (район)

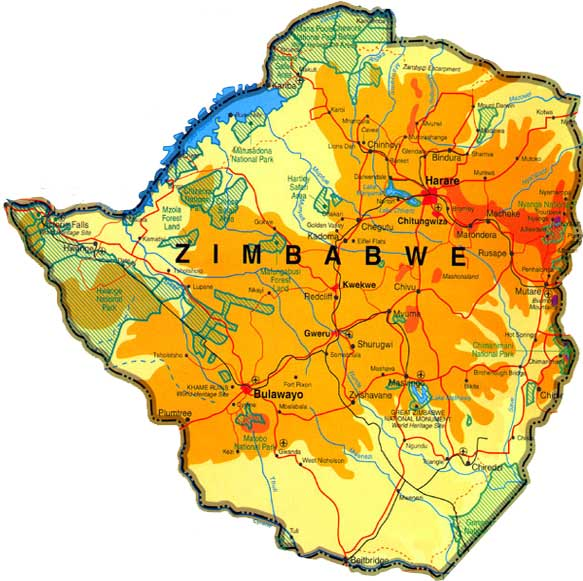
Чиманимани находится на восточной границе Зимбабве, к югу от Мутаре

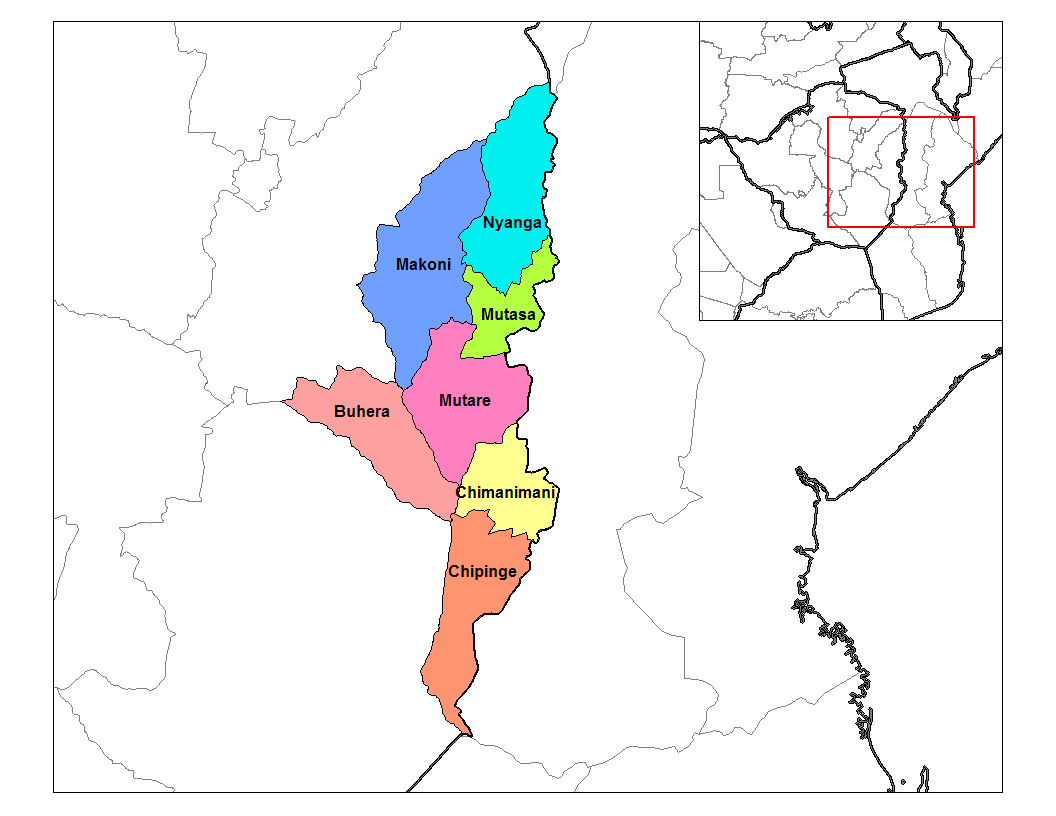
Карта районов провинции Маникаленд.

Чиманимани, первоначально названный как Мелсеттер, представляет собой горный район в провинции Маникаленд на востоке Зимбабве. Штаб округа — город Чиманимани.

## География
Район имеет площадь 3450,14 км2. Граничит на востоке с Мозамбиком, на севере и северо-западе — с районом Мутаре, на западе — с районом Бухера, на юге — с районом Чипинге.
Горы Чиманимани простираются через восточную часть района, простираясь примерно на 50 км и образуя границу с Мозамбиком. Горы отличаются большими вершинами, высеченными из рифленого кварцитового массива. Самая высокая вершина — Монте-Бинга высотой 2436 м. Национальный парк Чиманимани (171,1 км2) защищает зимбабвийскую часть хребта.
Река Харони течет с севера на юг в долине с крутыми склонами к западу от массива Чиманимани. Он впадает в реку Руситу в юго-западном углу района, которая затем течет на восток в Мозамбик и впадает в реку Бузи. Деревня Чиманимани находится к западу от Харони.
Низкие горы проходят на север и юг через центр района. Западная часть района лежит в долине реки Саве и ее притока Одзи, образующих западную границу района.

## Население
Население района по переписи 2012 года составляло 134 939 человек. На 94 % составляет сельское население.

## Администрация
Район разделен на 23 административных округа. Административный штаб находится в городе Чиманимани.
Район разделен на два парламентских избирательных округа Ассамблеи, Чиманимани Восток и Чиманимани Запад. В избирательный округ Сената Чиманимани входит весь округ вместе с Южным Мутаре и Западным Мутаре.

## История
Циклон Идай обрушился на район 15 марта 2019 года, вызвав сильный ветер и проливные дожди, вызвавшие обширные наводнения. В результате циклона в районе погибло не менее 169 человек, а посевам, домам и дорогам был нанесен значительный ущерб.

## Горы Чиманимани

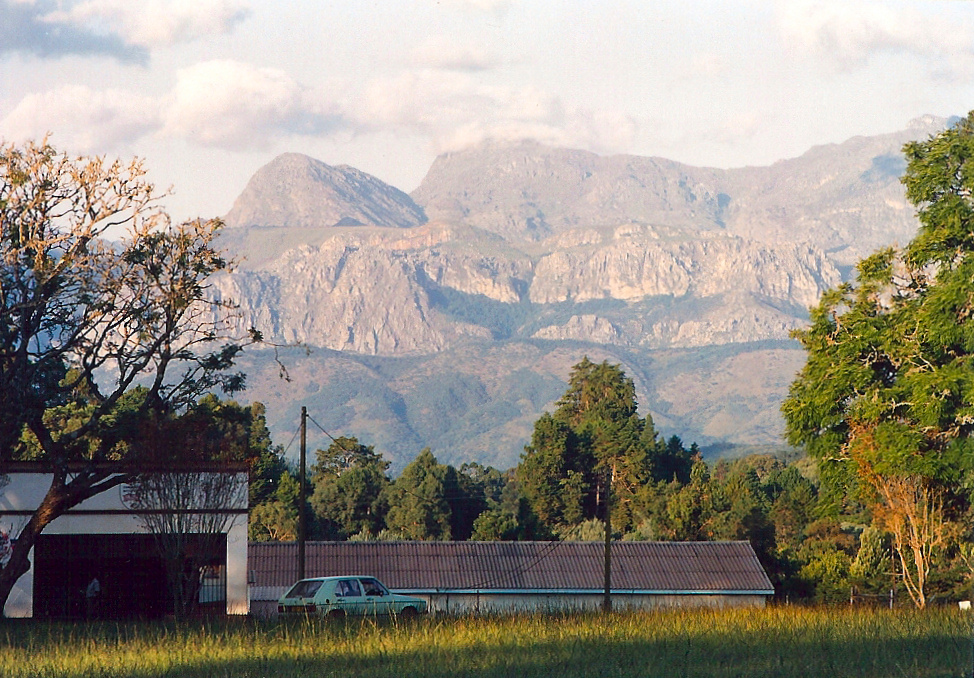
Вид на территорию национального парка из деревни Чиманимани.

Большая часть хребта состоит из кварцитовых хребтов, при этом Монте-Бинга (2436 м) является самой высокой вершиной хребта и второй по высоте вершиной в Зимбабве.
Горы Чиманимани охраняются Национальным парком Чиманимани и являются одним из лучших горных районов Зимбабве и популярным местом для пеших прогулок. Живописный водопад «Фата невесты» находится на территории национального парка, недалеко от города Чиманимани.

## Город Чиманимани
Город Чиманимани был основан Томасом Муди в 1892 году, а в 1895 году он был перенесен на свое нынешнее место и официально назывался Мельсеттер в честь семейного дома Муди в Шотландии. Название было изменено в 1982 году, после обретения Зимбабве независимости (1980 год). Первоначально название было сделано Мандидзудзуре, но после консультации с местными жителями оно было снова изменено на нынешнее. Согласно переписи населения 1982 года, в городе проживает 1370 человек. В городе были туристический офис, банк, бакалея, сувенирные лавки и поблекший колониальный отель Chimanimani Arms. В 1995 году у него также было общежитие для путешественников под названием Heaven с приусадебным участком пермакультуры, который был популярным источником занятости в деревне. Коттеджи Frog & Fern на пути к водопаду Bridal Veil предлагают коттеджи с собственной кухней в нескольких минутах ходьбы от города.
Фестиваль искусств Чиманимани был бесплатным музыкальным фестивалем, который был организован в 1998 году и проводился в августе каждого года. Он упразднён во время политического кризиса Зимбабве 2013 года.